# Arp 7
Arp 7 ist eine Balken-Spiralgalaxie vom Hubble-Typ SB(rs)bc  im Sternbild Hydra. Sie ist etwa 237 Millionen Lichtjahre von der Milchstraße entfernt.
Halton Arp gliederte seinen Katalog ungewöhnlicher Galaxien nach rein morphologischen Kriterien in Gruppen. Diese Galaxie gehört zu der Klasse Spiralgalaxien mit gespaltenen Armen.